# Gmina Parzeczew
Gmina Parzęczew es una gmina rural (distrito administrativo) ubicado en el condado de Zgierz, Voivodato de Łódź, en el centro de Polonia. Su asiento es el pueblo de Parzęczew, que se encuentra a unos 18 kilómetros al noroeste de Zgierz y a 26 kilómetros al noroeste de la capital regional Łódź.
La gmina cubre un área de 103,82 kilómetros cuadrados (40,1 mi²), y a partir de 2006 su población total es de 5222.

## Pueblos
Gmina Parzęczew contiene los pueblos y asentamientos de Anastazew, Bibianów, Chociszew, Chrząstów Wielki, Chrząstówek, Duraj, Florentynów, Florianki, Gołaszyny, Ignacew Folwarczny, Ignacew Parzęczewski, Ignacew Podleśny, Ignacew Rozlazły, Janów, Julianki, Konstantki, Kowalewice, Kozikówka, Leźnica Wielka, Leźnica Wielka-Osiedle, Mamień, Mariampol, Mikołajew, Mrożewice, Nowa Jerozolima, Nowe Młyny, Opole, Orła, Parzęczew, Piaskowice, Pustkowa Góra, Radzibórz, Różyce, Różyce Żmijowe, Skórka, Śliwniki, Śniatowa, Sokola Góra, Stary Chrząstów, Sulimy, Tkaczewska Góra, Trojany, Wielka Wieś, Wytrzyszczki y Zelgoszcz .

## Gminas vecinas
Gmina Parzęczew limita con la ciudad de Ozorków and by the gminas of Aleksandrów Łódzki, Dalików, Łęczyca, Ozorków, Wartkowice and Zgierz.